# Пчеляков, Александр Павлович
Александр Павлович Пчеляков (29 июля [11 августа] 1908, с. Красная Слобода, Казанская губерния — май 1978 года, Москва) — советский партийный и государственный деятель, первый секретарь Кировского областного комитета КПСС (1952—1961).

## Биография
В 1932 г. окончил три курса Московского инженерно-экономического института, в 1941 г. — Высшую партийную школу при ЦК ВКП(б).
- 1930 г. — секретарь торговой группы Управления делами СНК СССР,
- 1932—1933 гг. — заместитель директора Московского заочного института техников-нормировщиков,
- 1933—1934 гг. — заместитель начальника отдела рабочего снабжения завода имени И. И. Лепсе,
- 1934 г. — старший инспектор Главного управления рабочего снабжения и Бюро жалоб Народного комиссариата тяжёлой
- промышленности СССР,
- 1935—1938 гг. — заместитель начальника Контрольно-инспекторской группы при народном комиссаре тяжёлой промышленности СССР,
- 1941—1946 гг. — заведующий отделом чёрной металлургии, заместитель секретаря Свердловского областного комитета ВКП(б)
- 1946—1949 гг. — первый секретарь Нижнетагильского городского комитета ВКП(б),
- 1949—1951 гг. — второй секретарь Сталинградского областного комитета ВКП(б),
- 1951—03.1952 гг. — инспектор ЦК ВКП(б),
- 15.03.1952—14.02.1961 гг. — первый секретарь Кировского областного комитета ВКП(б) — КПСС. В феврале 1961 г. снят с должности и выведен из состава членов бюро обкома КПСС за допущенные серьёзные ошибки в руководстве сельским хозяйством,
- 1961—1962 гг. — заместитель председателя СНХ Рязанского экономического административного района,
- 1962—1965 гг. — начальник Управления пищевой промышленности
- 1965—1970 гг. — начальник Отдела Министерства чёрной металлургии СССР, начальник второго управления Министерства чёрной металлургии СССР,
- с 1970 г. — в Институте «Госгорхимпроект».

Член ВКП(б) с 1939 г. Кандидат в члены ЦК КПСС (1952—1961). Депутат Верховного Совета СССР 4-5 созывов.

## Награды
- Орден Ленина
- Два ордена - "Трудового Красного Знамени"
- Орден Красной Звезды